# Ilja Sergejewitsch Klimkin
Ilja Sergejewitsch Klimkin (russisch Илья́ Серге́евич Кли́мкин; englisch Ilia Klimkin; * 15. August 1980 in Moskau, Sowjetunion) ist ein ehemaliger russischer Eiskunstläufer, der im Einzellauf startete.

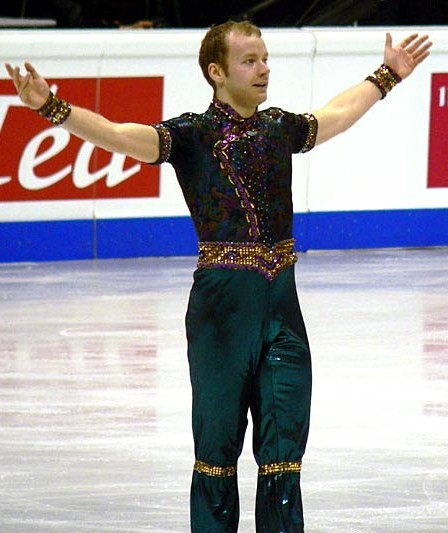
Ilja Klimkin bei der Europameisterschaft 2006

## Karriere
Ilja Klimkin begann im Alter von vier Jahren mit dem Eiskunstlaufen. Seine Großmutter brachte ihn dazu, da sie meinte, es wäre seiner Gesundheit zuträglich. Es dauerte allerdings zehn Jahre bis Klimkin das Eiskunstlaufen zu lieben lernte. Sein langjähriger Trainer war, bis zu dessen plötzlichem Tod im Jahr 2003, Igor Russakow. Danach trainierte Klimkin bei Wiktor Kudrjawzew. Er startete für den Klub SC Moskwitsch.
Klimkin ist der erste Eiskunstläufer der Welt, der zwei verschiedene Vierfachsprünge (Salchow und Toeloop) in einem Programm zeigte. Das war 1999 in Oberstdorf bei der Nebelhorn-Trophy. Seine Pirouetten drehte er in beide Richtungen. Ein Markenzeichen von ihm war der sogenannte „cantilever“. 1999 wurde Klimkin Juniorenweltmeister.
Seine einzige Medaille bei einer großen internationalen Meisterschaft gewann Klimkin mit Bronze bei der Europameisterschaft 2004.
Im Sommer 2002 verletzte sich Klimkin an der Wade, was zu einer Entzündung und drei Operationen führte. Dennoch gelang ihm nur wenig später bei der NHK Trophy sein erster und einziger Grand-Prix-Sieg. Außerdem qualifizierte er sich damit für das Grand-Prix-Finale, das er mit der Silbermedaille abschloss. Im Herbst 2004 musste sich Klimkin einer Achillessehnenoperation unterziehen und fiel deshalb die gesamte Saison 2005 aus, was ihn in der Vorbereitung auf die Olympischen Winterspiele 2006 behinderte, die er auf dem elften Platz beendete.
Am 19. April 2007 trat Ilja Klimkin vom Amateursport zurück.

## Ergebnisse

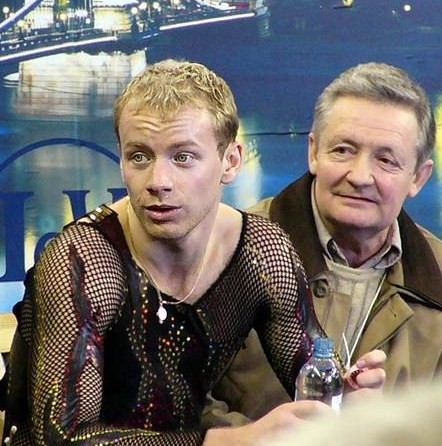
Klimkin mit Trainer Viktor Kudrjawtsew bei der Europameisterschaft 2004

| Meisterschaft / Jahr           | 1998  | 1999  | 1900  | 2001  | 2002  | 2003  | 2004  | 2005  | 2006  | 2007  |
| ------------------------------ | ----- | ----- | ----- | ----- | ----- | ----- | ----- | ----- | ----- | ----- |
| Olympische Winterspiele        |       |       |       |       |       |       |       |       | 11.   |       |
| Weltmeisterschaften            |       |       |       |       |       | 9.    | Z     |       | 10.   |       |
| Europameisterschaften          |       |       |       |       | 6.    | 4.    | 3.    |       | 5.    |       |
| Juniorenweltmeisterschaften    | 4.    | 1.    | 4.    |       |       |       |       |       |       |       |
| Russische Meisterschaften      |       | 10.   | 5.    | 4.    | 3.    | 2.    | 2.    |       | 2.    | 4.    |
| –                              |       |       |       |       |       |       |       |       |       |       |
| Grand-Prix-Wettbewerb / Saison | 97/98 | 98/99 | 99/00 | 00/01 | 01/02 | 02/03 | 03/04 | 04/05 | 05/06 | 06/07 |
| Grand-Prix-Finale              |       |       |       | 4.    |       | 2.    |       |       |       |       |
| Skate America                  |       |       |       |       | 5.    |       |       |       |       |       |
| Cup of Russia                  |       |       | 8.    | 2.    | 5.    |       |       |       | 9.    | 3.    |
| Trophée Eric Bompard           |       |       |       |       |       | 7.    |       |       |       | 4.    |
| NHK Trophy                     |       |       | 3.    | 2.    |       | 1.    |       |       |       |       |
| Cup of China                   |       |       |       |       |       |       | 6.    |       |       |       |

Z = Zurückgezogen

## Programme/Musik
1998/99
Kurzprogramm: Hooligans
Kür: Quidam (Cirque du Soleil)
1999/2000
Kurzprogramm: Blues (A. Berman)
Kür: Prélude à l’après-midi d’un faune (Claude Debussy)
2000/01
Kurzprogramm: Tango tchack, (Album "Zinzin", Hugues Le Bars)
Kür: Prélude à l’après-midi d’un faune (Claude Debussy) / Petruschka (Berman)
2001/02
Kurzprogramm: Notre Dame de Paris (Richard Cocciante)
Kür: Petruschka (Berman)
2002/03
Kurzprogramm: Touche pas a ma Copine (Hugues le Bars)
Kür: Cas d’Harmonie & Secret Jardin & Mandlix (Hugues le Bars)
2003/04
Kurzprogramm: Schwanensee (Pjotr Iljitsch Tschaikowski)
Kür: Sunny Boy (Rene Aubrey) / Dr. Diesel (Hugues le Bars)
2005/06
Kurzprogramm: 1001 Night
Kür: Matrix Reloaded, Matrix Revolutions
2006/07
Kurzprogramm: Selection of Music performed by Vanessa-Mae
Kür: The Mask (Soundtrack), Jose Norman